# Josef Durm
Josef Durm, né le 14 février 1837 à Karlsruhe et mort le 3 avril 1919 dans la même ville, est un architecte historiciste, archéologue du bâti, officier du bâtiment et professeur d'université allemand.

## Biographie
Josef Durm est le fils du maître-tailleur Philipp Durm et de sa femme Kathrina, née Singer. Il étudie l'architecture auprès de Friedrich Theodor Fischer (de) et Heinrich Lang (de) à Karlsruhe, puis il passe son examen d'État auprès de Heinrich Hübsch (de) en 1860. De 1862 à 1864, il travaille dans le bureau de Konrad Kraus (de) à Mayence, avant d'être admis comme fonctionnaire de l'État badois. Grâce à une bourse d'État, il effectue un séjour d'études en Italie de 1866 à 1867, puis il se rend à l'exposition universelle de 1867 à Paris. En 1868, il devient professeur d'architecture à l'université technique de Karlsruhe, où il enseigne jusqu'à sa mort. Il devient conseiller en bâtiment en 1887, puis conseiller supérieur en bâtiment en 1883. De 1887 à 1902, il est le plus haut fonctionnaire du bâti du grand-duché de Bade.

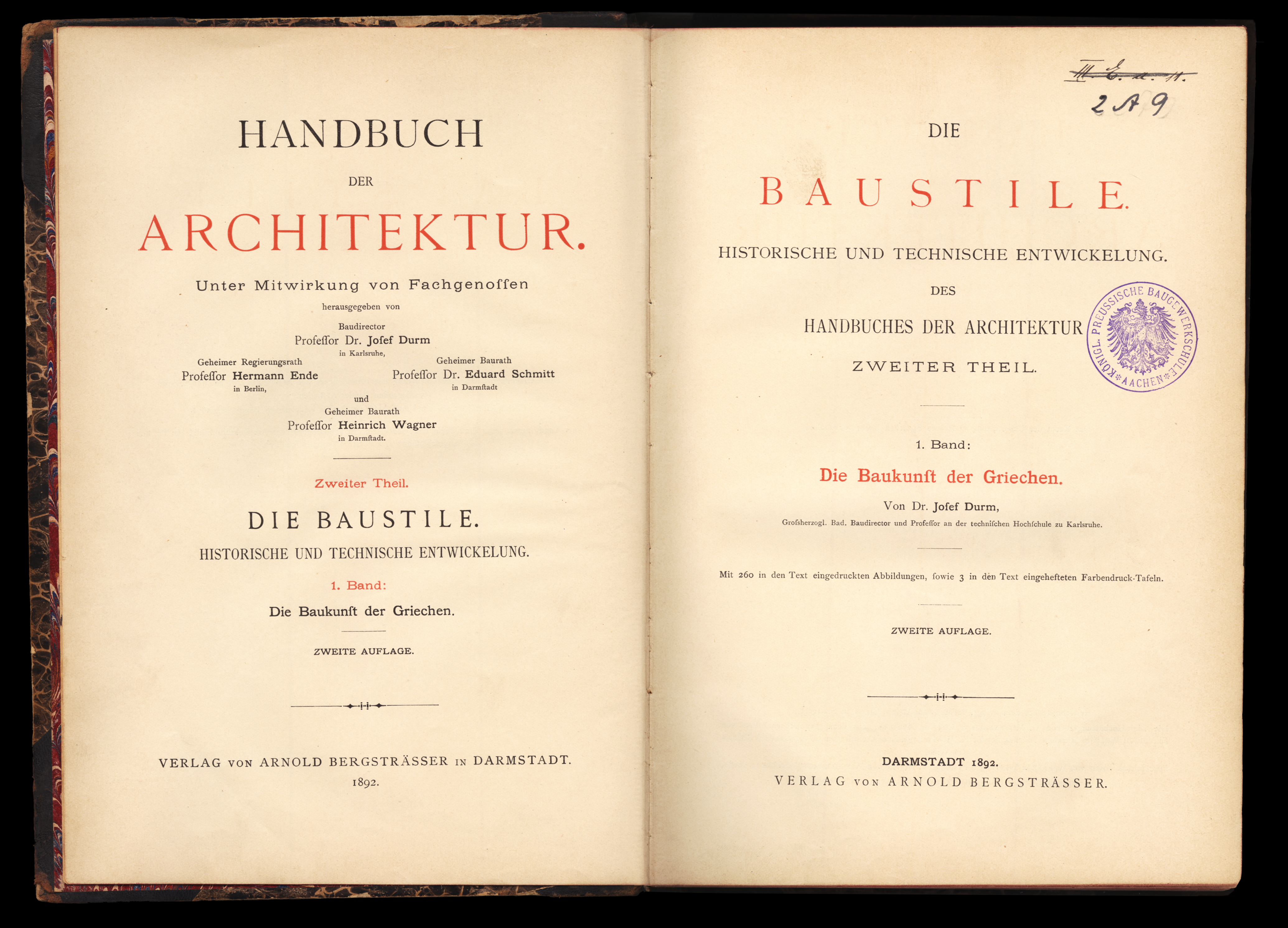
Première page d'un volume du Handbuch der Architektur.

En parallèle de sa carrière professionnelle, Durm est chercheur en archéologie du bâti. Il participe à l'édition du Handbuch der Architektur (de), dont il rédige les volumes Die Baukunst der Griechen (1881), Die Baukunst der Etrusker – Die Baukunst der Römer (1885) et Die Baukunst der Renaissance in Italien (1903). Ses ébauches d'architecte sont inspirées du style Renaissance et des premières formes du baroque. Avec l'arrivée de l'architecture moderne au début du XXe siècle, l'historicisme de Durms perd son succès. Beaucoup de ses bâtiments sont démolis ou reconstruits de façon simplifiée après les dégâts de la Guerre.
Ses nombreux échanges épistolaires avec son élève grec Aristotélis Záchos offrent un aperçu de l'architecture de Karlsruhe du début du XXe siècle.

## Réalisations

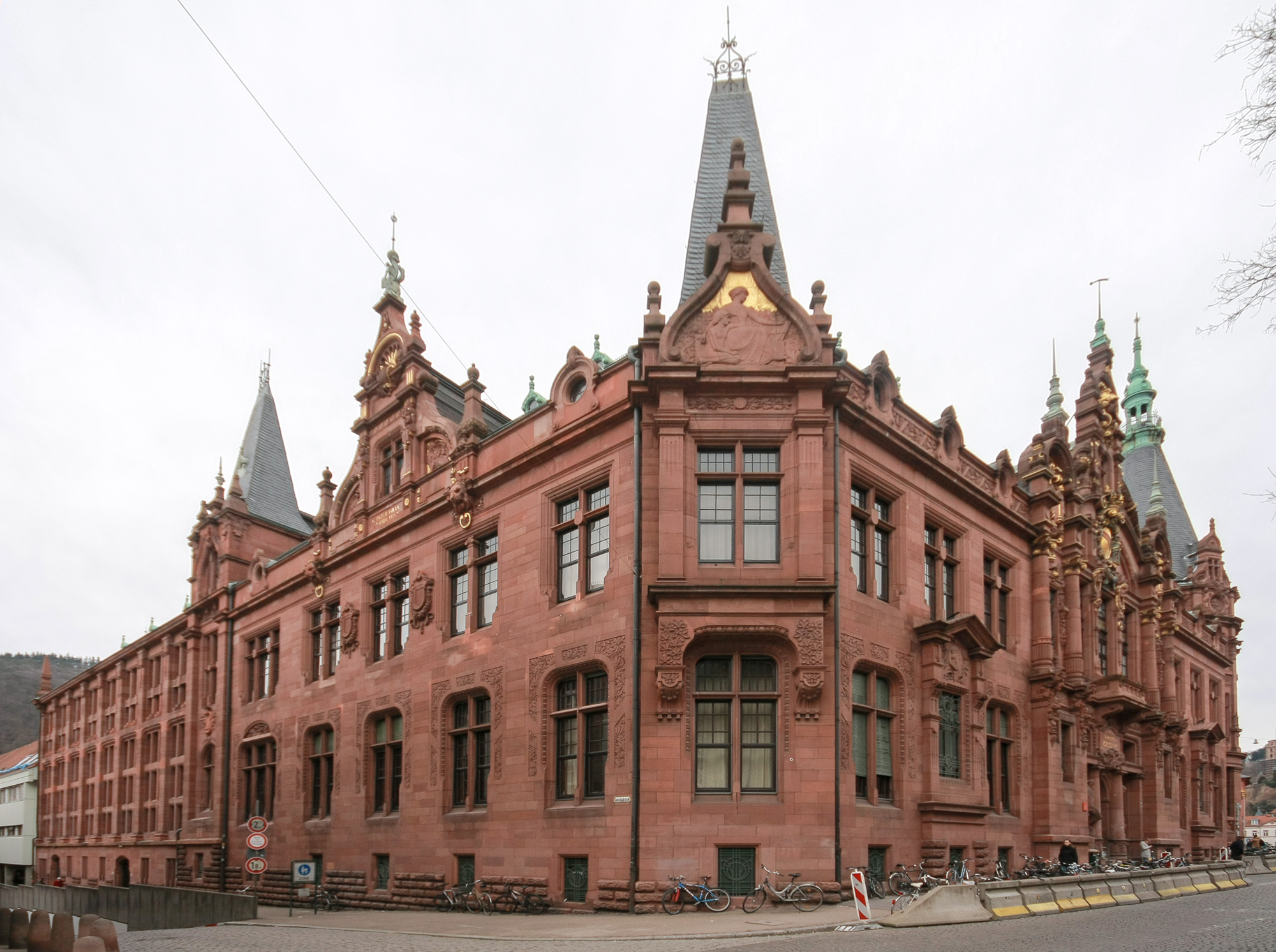
La bibliothèque universitaire de Heidelberg

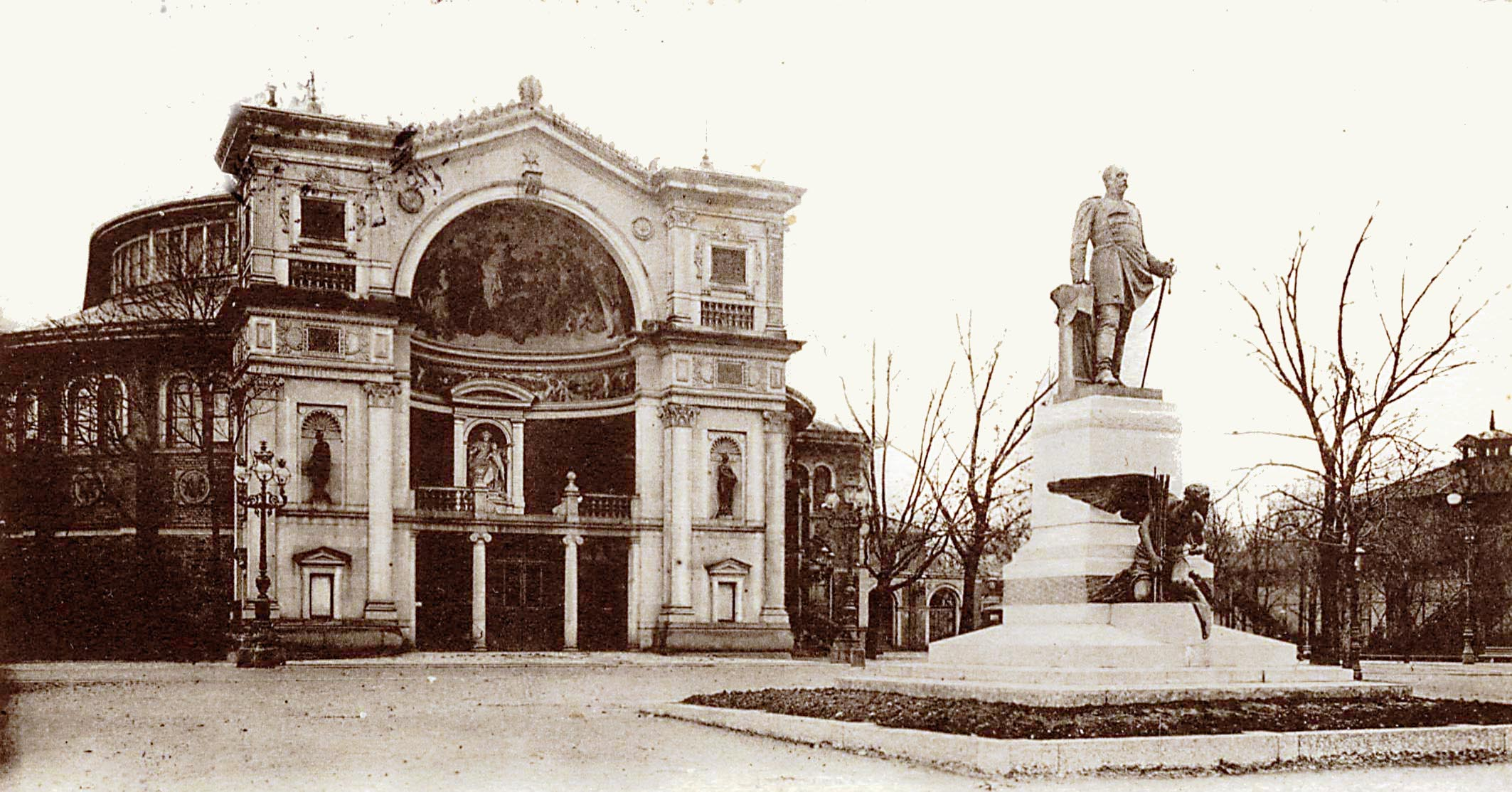
La salle des fêtes de Karlsruhe

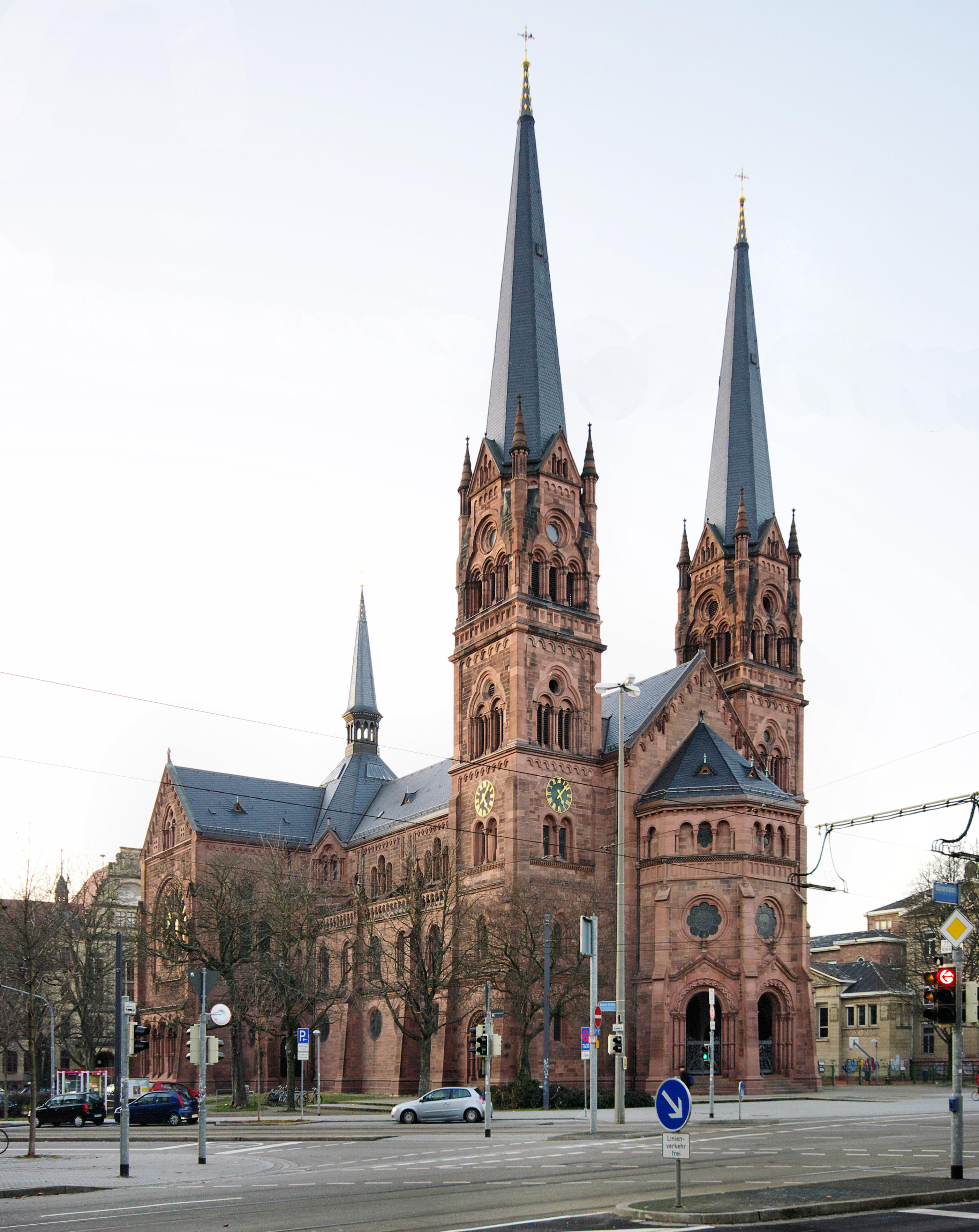
L'église Saint-Jean de Fribourg

(sous la direction architecturale de Durm)
- Baden-Baden
  - Bains Impératrice-Augusta (de) (1893) (en collaboration avec le sculpteur Karl Friedrich Moest (de))
  - Bains d'État (de)
- Fribourg-en-Brisgau
  - Église paroissiale catholique Saint-Jean (de)
  - Lycée Frédéric (de)
- Heidelberg
  - Salle des fêtes provisoire
  - Ancienne université (de), salle des actes (de)
  - Altklinikum der Universität in Heidelberg-Bergheim
  - Lycée Prince-électeur-Frédéric (de)
  - Bibliothèque universitaire (de)
- Karlsruhe
  - Cimetière principal (1873)
  - Synagogue de la Kronenstraße (1875)
  - Bains Vierordt (de) (1873)
  - Salle des fêtes (1877)
  - Palais du grand-duc héritier (1891–1897, depuis 1950 le bâtiment de la Cour fédérale)
  - Résidence Schmieder (1881-1884, depuis 1900 le Palais du Prince Max; siège du Tribunal constitutionnel fédéral de 1951 à 1969)
  - Palais Bürklin (de) (1874-1879)
  - Maison d'arrêt (de) (1897)
  - École professionnelle des arts (1898–1901)
  - Office grand-ducal d'arrondissement (de), aujourd'hui le commissariat de Karlsruhe-Marktplatz
- Mannheim
  - Bâtiment de la Société d'assurances de Haute-Rhénanie